# Политрихум волосоносный
Политрихум волосоносный (лат. Polytrichum piliferum) — политриховый мох семейства Политриховые, вид рода Политрихум.

## Синонимы
- Polytrichum antarcticum Cardot, 1900
- Polytrichum hirsutum V. Leroy bis, 1947
- Polytrichum hoppei Hornsch., 2006
- Polytrichum nanoglobulus Müll. Hal., 1888
- и др.

## Описание
Растения мелкие до среднего размеров, двудомное. Дерновинки низкие, рыхлые или плотные, сизовато-зелёные до бурых, седоватые от гиалиновых волосков, с возврастом буреющие. Стебель красный 0,5—4 см длины, с ризоидами в основании, более менее скучено облиственный. Листья сухие от прямых до несколько изогнутых, влажные далеко отстоящие, 2—4 мм длины, пластинка 0,4—0,6 мм ширины, основание 0,7—1,1 мм ширины, отстоящая часть листа продолговато-линейная, коротко заострённая или тупая, край её цельный, белоплёнчатый, завёрнутый и покрывающий сверху продольные пластиночки; жилка выступает в виде бесцветного пильчатого волоска 1—2 мм длины. Спорофиты изредка. Спороносит весной и в начале лета. Ножка 1—4 см длины, красновато-бурая. Коробочка вначале прямостоящая, позднее горизонтальная, до 4 мм длины и 2 мм ширины, с 4 острыми рёбрами. Колпачок вначале красноватый, позднее светло-бурый, длиннее коробочки. Споры 9—12 мкм.

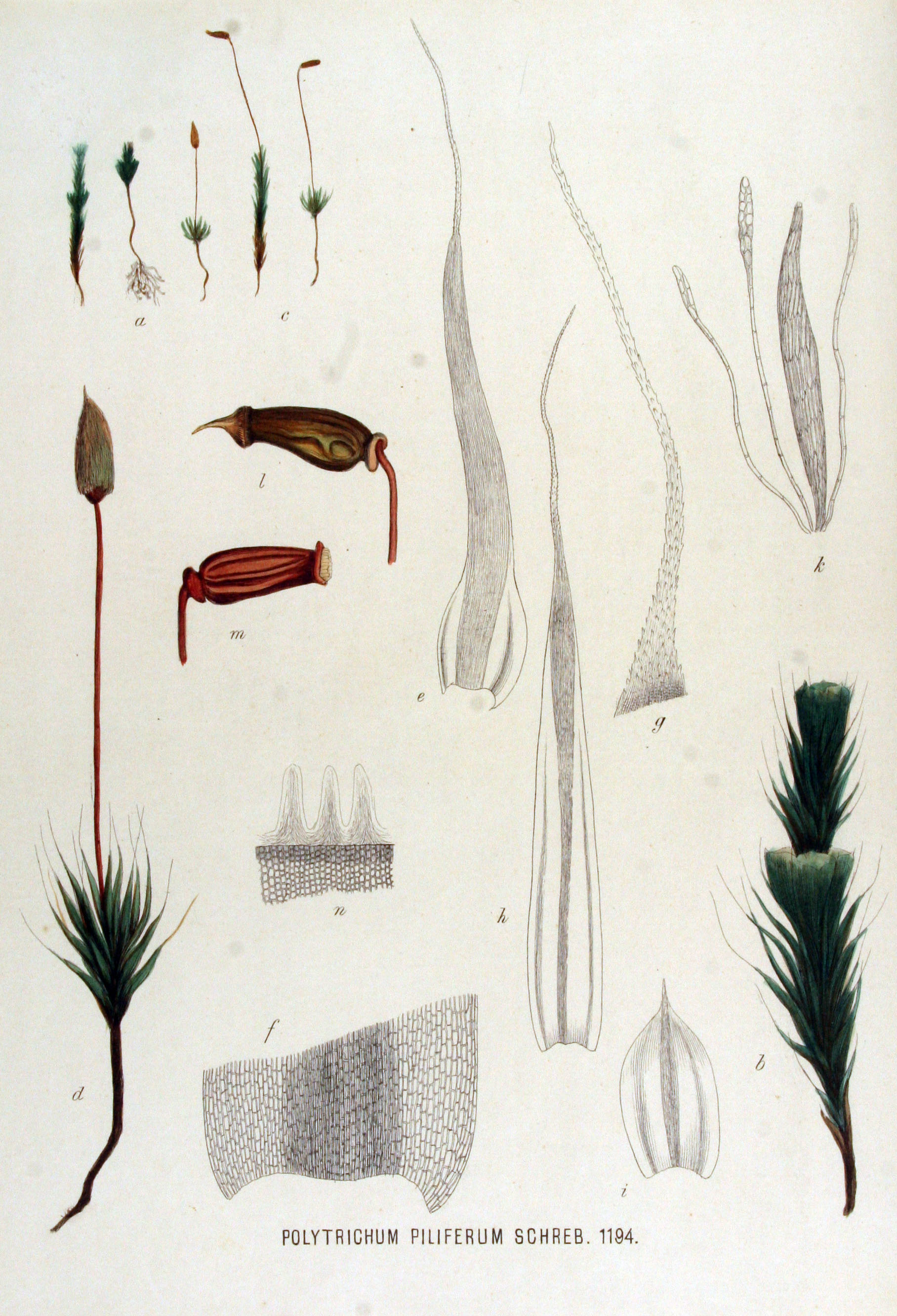
Иллюстрация из Flora Batava, том 15
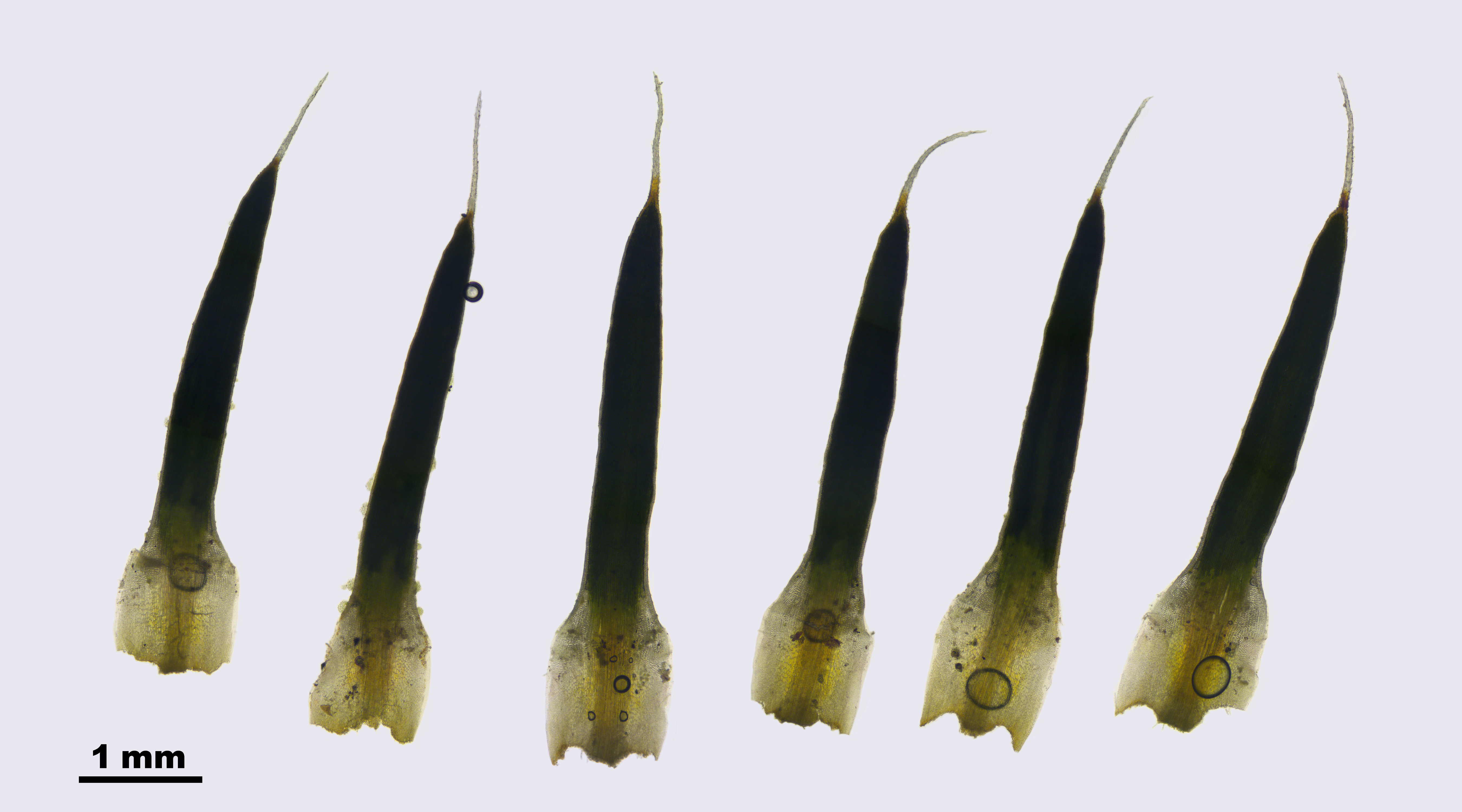
Листья
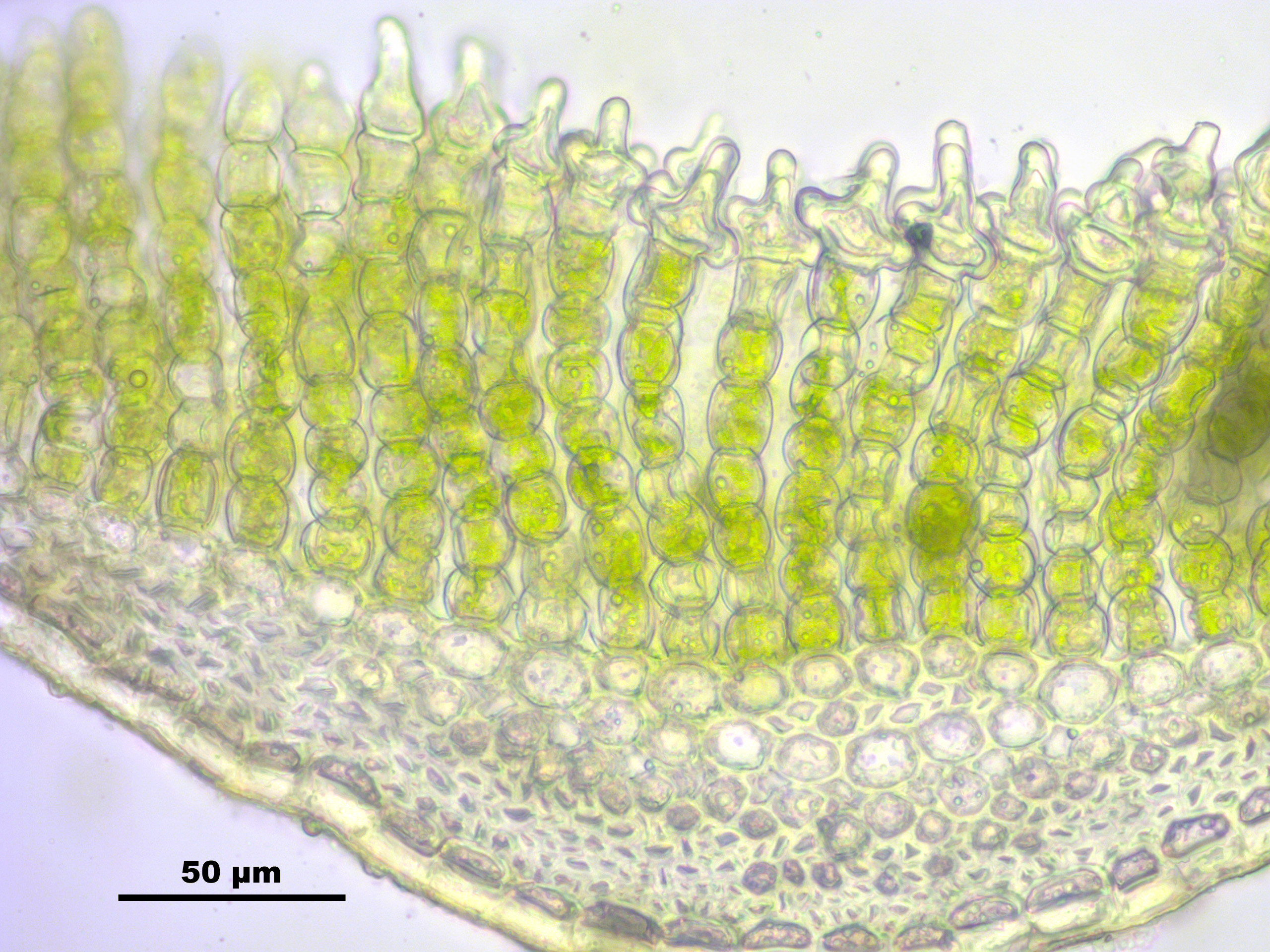
Снимок под микроскопом поперечного среза листа
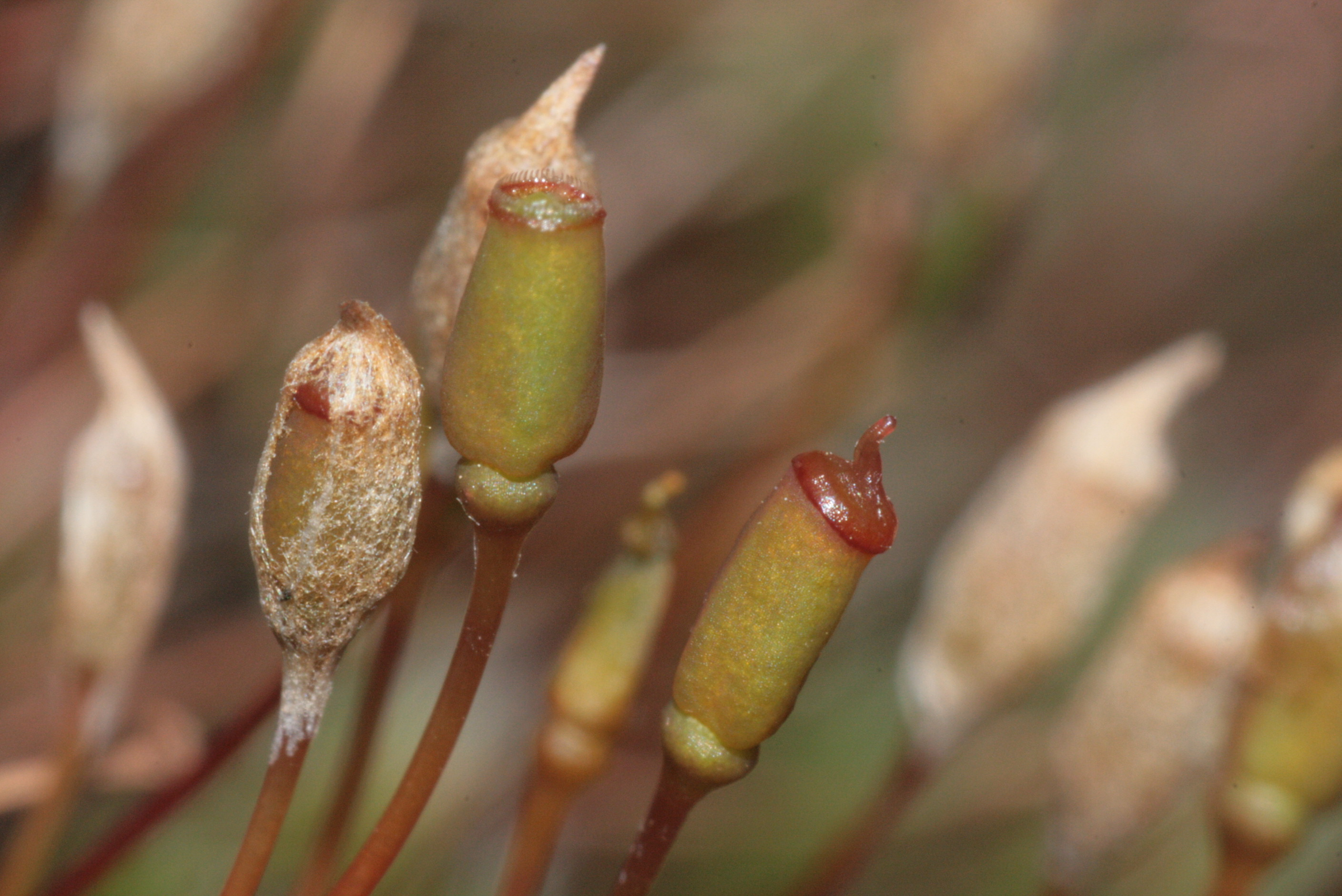
Спорофиты
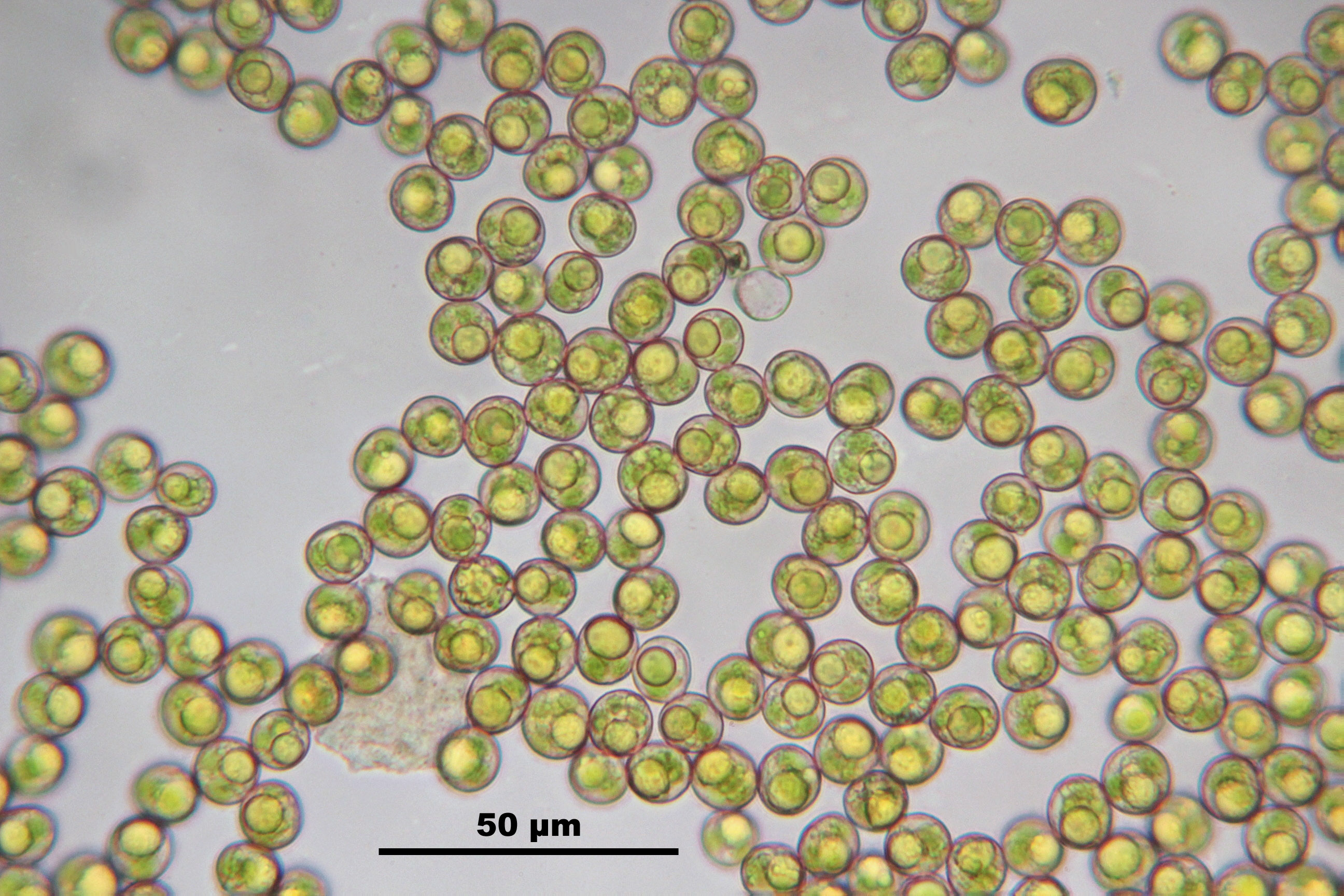
Микроскопическое изображение спор

## Среда обитания и распространение
Растёт на сухих и открытых местах: тундрах, пустошах, опушках, суходольных лугах, вырубках, склоновых обнажениях, на гранитных камнях и скалах, обочинах и т.п..
Вид распространён на всех континентах; в тропических районах — в горах.
На территории России широко распространён на большей её части.